# 집행불능
집행불능이란 강제집행을 실제로 집행하는 것이 불가능해지는 것을 말한다.

## 판례
1필지의 토지의 특정된 일부에 대하여 소유권이전등기절차의 이행을 명하는 판결을 받은 등기권자는 그 판결에 따로 토지의 분할을 명하는 주문기재가 없더라도 그 판결에 기하여 등기의무자를 대위하여 그 특정된 일부에 대한 분필등기절차를 마친 후 소유권이전등기를 할 수 있으므로, 토지의 분할을 명함이 없이 1필지의 토지의 일부에 관하여 소유권이전등기절차의 이행을 명한 판결을 집행불능의 판결이라고 할 수 없다

## 참고 문헌
- 법률신문 2010년 4월 15일 제 3833 호 집행불능판결의 유형과 예방